# Editore collaborativo in tempo reale
Un editor collaborativo in tempo reale è un tipo di software collaborativo o applicazione web che consente l'editing collaborativo in tempo reale, l'editing simultaneo o l'editing dal vivo dello stesso documento digitale, file di computer o dati archiviati nel cloud, come un foglio di calcolo online, una parola elaborazione di documenti, database o presentazioni, contemporaneamente da diversi utenti su diversi computer o dispositivi mobili, con fusione automatica e quasi istantanea delle loro modifiche.